# Prokurator (kwartalnik)
Prokurator – kwartalnik wydawany przez Stowarzyszenie Prokuratorów Rzeczypospolitej Polskiej od początku 2000.